# Mark Dragunski
Mark Dragunski (Recklinghausen, 22 de dezembro de 1970) é um ex-handebolista profissional alemão.